# نفق زعبل
فم زعبل: يسمى كذلك نفق زعبل أو غار زعبل.  (بالأمازيغية ⴰⵅⴱⵓ ⵏ ⵣⵄⴱⵍ أو ⵉⴼⵔⵉ ⵏ ⵣⵄⴱⵍ وبالفرنسية Foum Zabel )، هو نفق مروري من أشهر الأنفاق في المغرب. تم حفره بين سنتي 1927و 1928 من طرف فيلق في الجيش الفرنسي يسمى اختصارا CSP. يكتسي فم زعبل أهمية كبيرة، حيث يعتبر ممرا إجباريا يربط شمال المغرب بجنوبه الشرقي.

## التسمية
تُرجع تسمية فم زعبل إلى مهندس أو مسؤول عسكري فرنسي يدعى Michelle Zabel أو Michelle Isabel، تُنسب له مهمة الإشراف على أشغال شق هذا النفق، لكن بالعودة إلى الوثائق الفرنسية، فلا وجود لهذا الاسم Michelle Zabel و لا Isabel ضمن الطاقم الذي أنيطت به مهمة إنجاز هذه الطريق، لا بين الضباط ولا بين رؤسائهم، والصحيح حسب نقيشة بأسماء المشاركين في شق هذا النفق كانت منقوشة في مدخله الجنوبي قبل تدميرها بسبب أشغال التوسعة التي عرفها بين 1940و1950، أن النقيب Edard هو الذي أشرف على أشغال حفر النفق بمساعدة المساعد Michez وثلاثة رقباء هم Wagner وDippelter وStruhschein وعرفاء وضباط صف لم يكن بينهم Zabel المزعوم هذا.

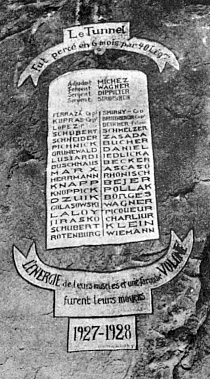
نقيشة بأسماء المشاركين في حفر نفق زعبل(دمرت بسبب أشغال التوسعة)

يعود السبب الحقيقي لتسمية غار زعبل أو Foum Zabel كما يرد في الوثائق الفرنسية بهذا الاسم، وعلى عكس ما يُكتب في عدة مواقع بما فيها ويكيبيديا عن نفق زعبل، إلى قصر(دوار) مندرس، كان يحمل نفس الاسم(زعبل) ما تزال بعض أطلاله شاهدة إلى اليوم غير بعيد عن النفق. هذا القصر أو التجمع السكني تحدث عنه الحسن الوزان المعروف باسم ليون الإفريقي في كتابه «وصف إفريقيا» عندما زار المنطقة في بداية القرن 16، حيث يقول«وبهذا الخنك-يقصد خانق واد زيز الذي يعني في نفس الوقت اسم منطقة أو دائرة في نواحي الرشيدية- ثلاثة قصور رئيسية: الأول يسمى زعبل ويقع على أعلى صخرة عند مدخل الخنك، كأنها تبلغ السماء طولا لشدة علوها». هذه الصخرة على ما يبدو هي التي اخترقها النفق قرونا بعد ذلك.

### معاني زعبل
اسم زعبل تحمله أيضا قلعة تاريخية شمال السعودية هي«قلعة زعبل». فيما يتعلق بفم زعبل فإن يوسف لعفو المهتم بتاريخ المنطقة والمنحدر من الريش يضع عدة احتمالات لأصل هذا الاسم، أولها أن كلمة زعبل في العربية تعني الأفعى، وربما سمي هذا القصر كذلك للانتشار الكبير للأفاعي بمحيطه إلى درجة أن الوزان عندما تطرق لـ«جبال زيز» في «وصف إفريقيا» تحدث عما يفيد أنها(الأفاعي) كانت تعيش جنبا إلى جنب مع السكان، وكانت تقتات على ما يقدمونه لها من طعام، أما الاحتمال الثاني حسب لعفو فهو أن يكون لهذا الاسم-حسب معناه في العربية- علاقة بشجيرة القطن خاصة وأن المنطقة ينتشر بها نبات ينتج قطنا خفيفا غير صالح للصناعة، أما الفرضية الثالثة فمؤداها وفق لعفو دائما، أن اسم زعبل قد يكون منسوبا لشجرة الصبار الذي يطلق الكثير من المغاربة على ثماره اسم«الزعبول»، والذي من المرجح أن يكون أصله أمازيغيا باعتبار أنه لا معنى له في العربية الفصحى على الأقل في حدود ما اطُلع عليه من معاجم. تتضح صعوبة تحديد أصل تسمية زعبل ومعناها سواء من حيث ظروف وسياق ظهورها أو من حيث جذرها(أمازيغي أم عربي أم أصل آخر)، إذ من غير المستبعد أن يكون اسم زعبل مرتبطا بوصول قبيلة بني حسين المعقلية إلى المنطقة حوالي القرن 13الميلادي، والدليل على ذلك أن أبي عبيد الله البكري صاحب المسالك والممالك الذي عاش في القرن 11 لم يذكر هذا الاسم عند حديثه عن الطريق من فاس إلى سجلماسة، خاصة وأنه لم يكن يغفل صغيرة ولا كبيرة إلا ذكرها، حيث تظهر دقة الوصف هذه في قوله؛ «من مدينة فاس إلى مدينة سفروي مرحلة، وهي مدينة مسوّرة ذات أنهار وأشجار. ومنها إلى الأصنام مرحلة. ومنها إلى موضع يقال له إلمزي مرحلة، وهو بلد مكلاتة. ومنها إلى تاسغمرت مرحلة، وهي قرية على نهر. ومنها إلى موضع يقال له أمغاك مرحلة كبيرة نحو الستّين ميلا. ومنها تدخل في عمل سجلماسة بين أنهار وثمار ثلاث مراحل إلى مدينة سجلماسة»، بيد أن نسبة القصر إلى بني حسين المعقلية يتنافى وما أورده حسن حافظي علوي في كتابه«سجلماسة وإقليمها في القرن الثامن الهجري/الرابع عشر الميلادي»، والذي يرى «أن قبائل بني معقل شغلت بعد رحيلها نحو صحاري بلاد المغرب القصور التي اختطتها زناتة في القديم»، وقد استند في ذلك على ما قاله ابن خلدون من نسبة قصور الواحات لقبائل زناتة قبل سيطرة المعقليين عليها، حيث يقول؛ «لما ملكت زناتة بلاد المغرب ودخلوا إلى الأمصار والمدن قام هؤلاء وتفردوا في البيداء ...وملكوا قصور الصحراء التي اختطتها زناتة بالقفر»، وهذا ما يجعل من المحتمل جدا أن يكون قصر زعبل أو قصبة زعبل من بناء الزناتيين قبل سيطرة المعقليين عليها، باعتبار أن المنطق التاريخي وفق ما أورده بن خلدون عن قصور زناتة يفيد بأن الزناتيين أسبق إلى المنطقة من بني معقل، وهو ما يعني كذلك أن اسم هذه القصبة قد يكون كلمة أمازيغية زناتية كان لها معنى واستعمال في زمانها قبل أن تندثر هذه من الوجود كما اندثر قصر زعبل.
مهما يكن من أمر التسمية، تبقى الأسماء الأصلية لهذا الممر التاريخي والتي ما زالت متداولة بين سكان المنطقة إلى اليوم هي؛ تاغيا وتعني المضيق الذي قد يطول لكيلومترات في حين أن الممر الواقع أسفل زعبل الحالي يسمى إمي ن تاقات أي فم الخانق أو فم الخنك كما هو معروف في الكتابات التاريخية، ومن هذه الأسماء كذلك نجد اسم تيزكي الذي يعني حسب يوسف لعفو الممر الطبيعي، وبعد حفر النفق صاروا يطلقون عليه «أخبو ن زعبل» أي غار زعبل، وفي منطقة أوفوس يطلقون عليه أخبو ن تاغيا، أي غار المضيق...

## الموقع الجغرافي
يبلغ عمر غار زعبل أو فم زعبل حاليا 93 سنة وهو نفق طرقي يخترق جبل بويضوضان بالأطلس الكبير الأوسط. لا وجود لجبل اسمه زعبل كما جاء في مقال نفق زعبل. يقع جنوب شرقي المغرب وتحديدا بين إقليم الرشيدية الذي يبعد عن مركزه بحوالي 42 كيلومترا إلى الشمال باتجاه إقليم ميدلت على الطريق الوطنية رقم 13 التي كانت فيما قبل تحمل اسم الطريق الجهوية رقم 21، يتبع إداريا لجماعة كرس تيعلالين، قيادة أيت إزدي، دائرة الريش.

## التاريخ

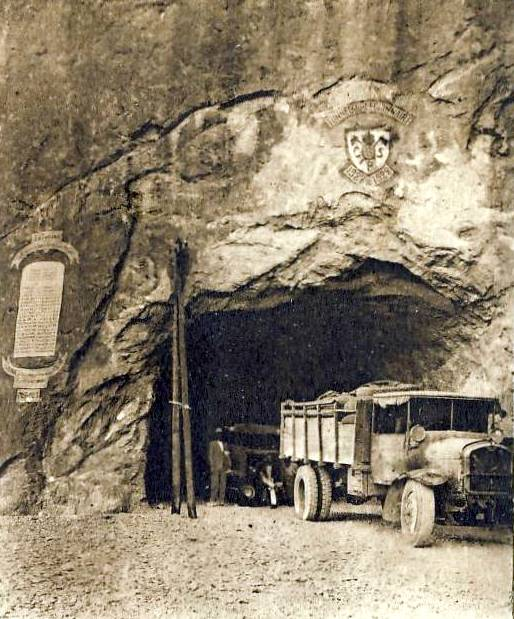
شاحنة فرنسية تعبر نفق زعبل

لعب «خانق زعبل» دورا محوريا في التجارة القوافلية بين فاس مرورا بسجلماسة نحو السودان، قرونا طويلة قبل شق النفق، حيث شكل ممرا طبيعيا إجباريا سواء بالنسبة للتجار القادمين من السودان نحو سجلماسة ثم فاس وصولا إلى سبتة ومنها إلى أوروبا أو المنطلقين بالاتجاه المعاكس، وهو ما جعله معبرا استراتيجيا مدرا لمداخيل مهمة لمن يسيطر عليه، إذ كان يُفرض على التجار واجب مرور خاص وإلا تعرضوا للنهب على حد قول الوزان، حيث كان«يقف في أسفل الصخرة-التي يخترقها النفق حاليا- الحرس الذي يستخلص واجب المرور وهو ربع مثقال للجمل»، ما جعل من بعض السكان القريبين من هذا الخانق أغنياء لأنهم يسيطرون على طريق سجلماسة فاس.
كان طريق فاس سجلماسة بمحاذاة واد زيز، قبل أن تحل الفرقة الفرنسية الثالثة للفوج الأجنبي للمشاة والمعروفة اختصارا بـ REI التابعة لـLa compagnie des sapeurs pionniers التي تختصر في CSP  والتي كانت مهمتها شق الأنفاق ومد الطرق وبناء الجسور في كل من المغرب والجزائر وهي نفس الفرقة التي كلفت بإنجاز منعرجات تسضرين سنة 1933 ومعبر تيزي ن تيشكا سنة 1928.
حلت هذه الفرقة في زعبل يوم 24 يوليوز 1927 برئاسة النقيب Edard والمساعد Michez كما تقدم. شرعت بعدها(في أكتوبر)في أشغال حفر النفق وتحريف المسار التاريخي لطريق سجلماسة فاس تجنبا للفيضانات التي كانت تدمره بين الفينة والأخرى، والتي أدت كذلك إلى اندثار قصر زعبل التاريخي.
كان هدف الفرنسيين من شق «غار زعبل» هو تسهيل عملية تنقل الجيش الفرنسي نحو جيوب المقاومة جنوب الأطلس، وخاصة مقاومة أيت عطا وتيسير عملية نقل المؤونة والسلاح، ومن أجل تحقيق هذا الهدف تم تجنيد «42 فردا بين نقيب ومساعد وعريف وضابط وضابط صف، إضافة إلى 126 جنديا من رتب دنيا كانوا ضمن فريق العمل»، هذا دون إغفال الدور الكبير الذي لعبه الأهالي من سكان  تيعلالين في إخراج هذا الحلم الفرنسي إلى الوجود -حسب يوسف لعفو- الذي يؤكد أنه تم تسخير السكان في هذا العمل في إطار ما كان يعرف بأعمال السخرة أو «الكورفي» التي لا تعترف بها ولا تذكرها المقالات ولا الوثائق الفرنسية، التي اكتفى بعضها عند حديثه عن كيفية قضاء الجنود للياليهم بالتطرق إلى مساهمة بعض السكان في تنشيط الأمسيات والزيارات المتكررة التي كانوا يقومون بها للتعبير عن مدى تقديرهم للجنود الفرنسيين؛ «الجنود هنا ليسوا تعساء ولا حزينين لأن الأمازيغ نساء ورجالا لا يترددون عن زيارتهم ليعبروا لهم عن مدى تقديرهم...أحيانا يقوم بعض هؤلاء بتنشيط أمسيات يسردون فيها بعض الحكايات والقصائد الأمازيغية يجلبون بها القليل من الفن والحنان إلى هذا العالم اللاإنساني»، أما عند تطرقه للطهاة فيورد هدا التقرير؛ «إنهم متفوقون بفضل الأمازيغ الذين تم تجنيدهم لهذا الغرض»، ما يفيد أن دور السكان المحليين حسب التقرير الفرنسي اقتصر على الطبخ.
باستعمال المتفجرات والفؤوس والعربات المدفوعة يدويا وبمجهود عضلي محض في غياب تام لآلات الحفر، الشموع ومصابيح الأسيتلين Lampes à acétylene التي تعرف محليا ب«تجاجت ن الكربيل» للإضاءة، وفي ظروف عمل قاسية جدا عنوانها الغبار المتناثر وغياب التهوية والحرارة المفرطة داخل النفق حتى في عز الشتاء وبعد عشرات الإصابات في صفوف العمال، التي «أودت إحداها بحياة جندي يدعى Rauschert(أوRauchert) الذي توفي يوم 27 غشت1927 وهو في طريقه إلى مستشفى كرامة بعدما أصيب في انفجار، كما توفي آخر اسمهHoffmann من جراء مضاعفات إصابته بمرض الزحار، حيث لفظ أنفاسه بعد نقله إلى مستشفى Gourrama يوم 4 شتنبر من نفس السنة». من المحتمل أن يكون هناك جنود آخرون قضوا في حفر النفق، لكن غالبا ما كان يتم التستر على الإصابات وعلى مصير المصابين الذين ينقل بعضهم إلى مستشفى كرامة احتراما لمشاعر زملائهم من بقية الجنود وحتى لا يتم إحباط عزيمتهم، علما أنه يصعب التأكد من عدد المصابين سواء بمرض الزحار أو بانفجارات ولا من طبيعة وخطورة الإصابة، لأن القليل من الحالات ما كان يتم تشخيصه.

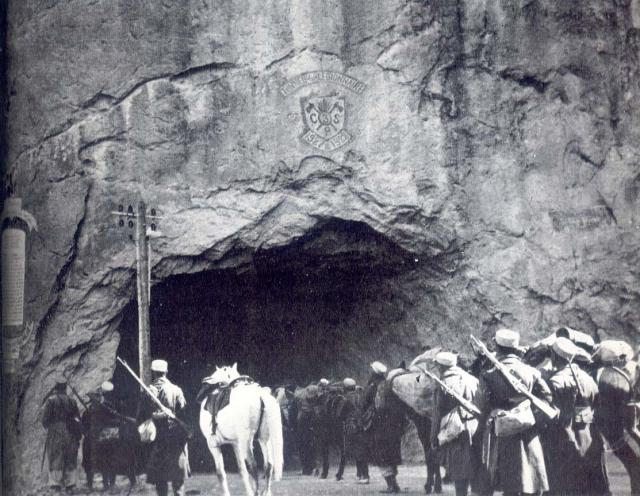
فرقة عسكرية فرنسية تخترق نفق زعبل

بعد ستة أشهر من العمل المتواصل وتحديدا يوم 6 مارس1928(في مقال آخر بعنوان؛ «المجد للفيلق» Gloire à la legion لــ Hubert Midy أشغال النفق انتهت في 24 مارس)، على الساعة الرابعة والنصف تم ربط شمال المغرب بجنوبه عبر غار زعبل بطول 62 مترا وعرض ستة أمتار وارتفاع ثلاثة أمتار(في مقالات أخرى بعرض 8 أمتار)، هذا النفق الذي أصبح الفرنسيون يطلقون عليه اسم Le tunnel du légionnaire نسبة إلى الفيلق الذي كلف بحفره أو Le tunnel Zaabl أو Foum Zabel والذي خرجت الصحف الفرنسية أنذاك تقول عنه: «إنه إنجاز عظيم لم يستطع أي سلطان مغربي تحقيقه من قبل»

### هل شارك أسرى الحرب العالمية الأولى الألمان لدى فرنسا في حفر نفق زعبل؟
تنتشر في القرى القريبة من نفق زعبل وحتى البعيدة عنه بجنوب شرق المغرب، مجموعة من الروايات مفادها أن الجيش الفرنسي استخدم لشق هذا النفق أسرى ألمان كانوا محتجزين لديه من الحرب العالمية الأولى، هذه الروايات أكدها باحث في تاريخ المنطقة يدعى عدي الراضي في مقال له بعنوان «غار زعبل-نبش في التاريخ والذاكرة-»، حيث يقول؛ «وقد استغرقت الأشغال مدة ثلاثة سنوات 1919_1921(الصحيح ستة أشهر بين 1927 و1928)؛ على يد الأسرى الألمان بعد الحرب العالمية الأولى حيث تم تسخيرهم في أعمال شاقة».
إذا كان التأكد من صحة هذه الروايات غير متاح، لقلة-إن لم نقل- انعدام المادة المرجعية المكتوبة، فإن مؤشرات كثيرة تجعل من مشاركة أسرى ألمانيا لدى فرنسا في حفر غار زعبل غير مستبعدة، ومن هذه المؤشرات النقيشة التي نقشت عند أحد مدخلي هذا النفق والتي كانت تحمل أسماء المشاركين في أعمال إنجازه قبل تدميرها بسبب أعمال التوسعة التي عرفها(انظر صورة نقيشة أسماء المشاركين أعلاه)، إذ نجد أغلب هذه الأسماء ذات مرفولوجية ألمانية من قبيل؛SCHNEIDER HERMANN SCHUBERT ROTENBURG،WAGNER، WIEMANN،SCHMELZER، RHONISCH…

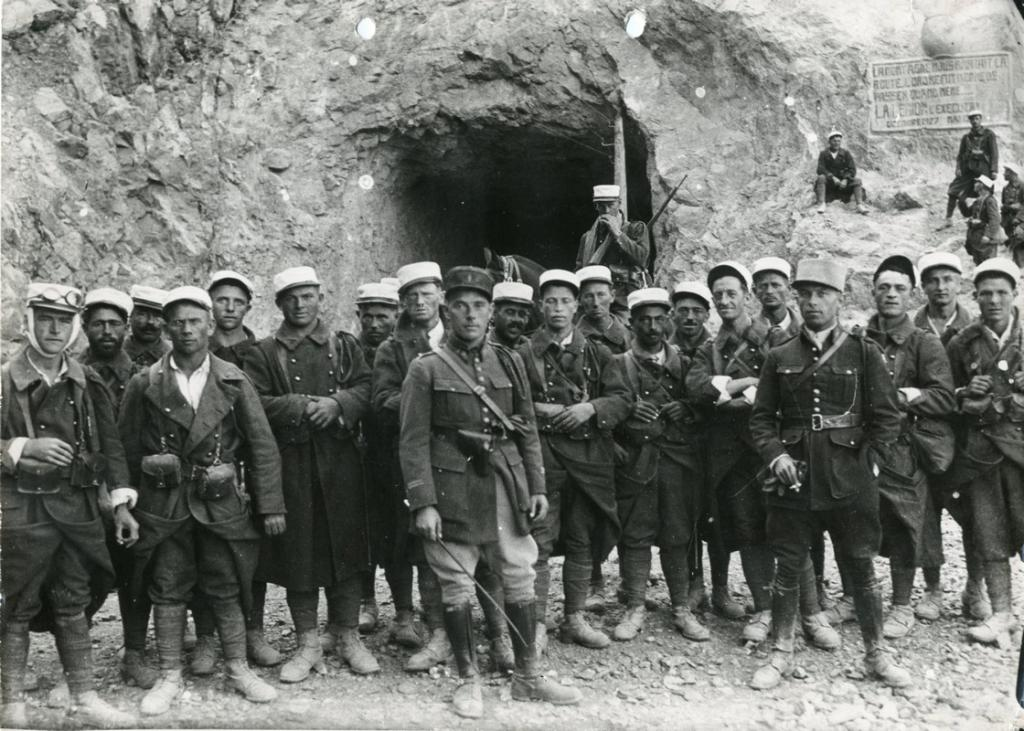
الفريق المكلف بحفر النفق

غير أن وجود هذه الأسماء ذات«النبرة الألمانية» لا يحسم هذا الجدل، جدل مشاركة الأسرى الألمان في ربط تافيلالت بشمال المغرب من عدمها، فقد لا يكون الأمر متعلقا بالضرورة بأسرى، بل بجنود عاديين ربما من أصول ألمانية حاملين للجنسية الفرنسية أو فرنسيين منحدرين من الحدود الفرنسية الألمانية، خاصة وأن المناطق الحدودية بين الدول المختلفة من حيث اللغة، يتأثر بعضها ببعض سواء من حيث اللكنة أو الأسماء أو العادات والتقاليد. لكن ما يعضد إمكانية مشاركة الأسرى الألمان في حفر نفق زعبل، أن الفيلق الفرنسي الذي كلف بإنجازه والمؤسس سنة 1831، «ظل الألمان إلى حدود 1963 يشكلون غالبيته متبوعين بالإيطاليين ثم البلجيكيين، أما عن هوية عناصره فقد كانوا من غير المرغوب فيهم في المجتمع الفرنسي من القتلة والمجرمين والهاربين والمتسولين، وعلى وجه الخصوص المهاجرين الذين كانت لهم بدائل قليلة لكسب عيشهم في فرنسا». هذا فضلا عن أن ليوطي اعتمد على فيالق من أصل ألماني للحفاظ على المغرب، ثم إن أفواج هذه الفيالق تكونت من المتطوعين الروس الفارين من النظام السوفياتي ومن الناطقين بالألمانية ممن لم تستطع بلدانهم توفير الشغل لهم.
كل الذي تقدم يرجح أن يكون الأسرى أو السجناء الألمان في فرنسا حينها ضمن الفريق الذي أخرج نفق زعبل إلى الوجود، إلى جانب الروس، حيث ورد في التقرير المعنون ب" il était une fois dans l’oued ziz" أن«الجنود كانوا بعد العودة من عملهم الشاق يقضون ليالي الشتاء القارسة في تدخين بعض السجائر الجيدة وارتشاف كؤوس الخمر ولعب الورق والشطرنج نظرا لوجود قلة من الروسيين ضمنهم»، وذلك لتجزية الوقت ونسيان ظروف العمل المرهقة والشاقة ولو إلى الصباح حيث يجدون في انتظارهم الجلامد الصلدة والغبار المتناثر.

## النفق اليتيم أو الممر الإجباري
يوصف هذا النفق بالنفق اليتيم، لأنه المنفذ الوحيد نحو جنوب شرق المغرب وتحديدا مدينة الرشيدية ومنها إلى الريصاني دون الانعطاف شرقا نحو بوذنيب عبر كرامة، حيث يستغرق ذلك وقتا طويلا ومسافة تمتد لأكثر من 200 كيلومتر،  أو غربا نحو الريش ثم أيت هاني وصولا إلى مضايق تودغى ومرورا بتنغير ثم الرشيدية لمسافة تزيد عن 300 كيلومتر. هذا الأمر هو الذي تفطنت له فرنسا فأسرعت بحفر زعبل لاقتصاد الوقت واختصار المسافة، لذلك فهو وإن كان تغيير الاتجاه ممكنا عبر الاتجاهين المذكورين؛ اتجاه كرامة-بوذنيب واتجاه أيت هاني-تنغير يظل ممرا إجباريا نحو عاصمة جهة درعة تافيلالت ومدينة الريصاني القريبة من سجلماسة التاريخية، لأن الاتجاهين قلما يتم سلكهما إلا من طرف بعض الشاحنات المحملة بالتبن والتي يتجاوز ارتفاعها ارتفاع النفق، هذا إن لم يكن استعمالهما صوب الرشيدية شبه منعدم.